# Margareta Zilliacus
Margareta Zilliacus, född Sederholm 4 augusti 1893 i Helsingfors, död 13 oktober 1990, var en finländsk operasångerska.
Zilliacus var dotter till geologen Jakob Johannes Sederholm och Anna Ingeborg Matilda von Christierson. Åren 1918–1937 var hon gift med jägarofficeren Per Zilliacus, med vilken hon hade två barn.
Hon studerade sång under Heikki Klemetti i Finland 1920–1922 och anställdes i september 1922 vid Semperoper i Dresden, hon blev därmed den första finländska sångerskan någonsin som upptagits vid ett världskänt operahus utan musikstudier utomlands. Hennes första roll i Dresden blev som dockan Olympia i Hoffmans äventyr, för vilken hon fick goda recensioner. Zilliacus återkom till Finland på 1920-talet och engagerades vid Nationaloperan. På operans föreställning på annandag påsk 1924 spelade hon, Eric Wilkman, Elsa Frilander och Theodor Björkman huvudrollerna i La Traviata. Hon hade också en stor roll i Rigoletto på Nationalteatern 1924, då hon spelade mot Toivo Louko och Wäinö Sola.
På 1920- och 1930-talen sjöng hon återkommande som solist för Radioorkestern, ledd av Erkki Linko, i Rundradion. Hon konserterade även tillsammans med kapellmästaren Leo Funtek.